# Félix Ravaisson-Mollien
Jean Gaspard Félix Ravaisson-Mollien, född 23 oktober 1813 i Namur, död 18 maj 1900 i Paris, var en fransk filosof.

## Biografi
Ravaisson studerade vid Collège Rollin, men åhörde senare (1839) även Schellings föreläsningar i München. År 1837 publicerade han det första bandet av sitt inflytelserika arbete Essai sur la métaphysique d'Aristote. Det andra bandet utkom 1846. Detta verk utgjorde inte enbart en tolkning av Aristoteles, utan utvecklade även ett modernt filosofiskt system i dialog med antiken som gick långt utöver det Victor Cousin hade tänkt sig då han föreslog temat i en prisfråga. Hos Ravaisson gestaltas en särpräglad filosofisk grundsyn som förbinder ontologi, naturfilosofi och filosofisk psykologi. Hans doktorsavhandling De l'habitude, som utkom 1838, ger en fascinerande inblick i denna tankevärld. Ravaisson omtolkar föregångaren Maine de Birans filosofiska psykologi genom att ge det hos Maine de Biran centrala spontanitetsbegreppet en mindre subjektsfilosofisk (cartesiansk) innebörd. Spontanitet blir för Ravaisson intimt förbunden med naturliga drivkrafter, det Aristoteles kallar orexis. I detta avseende banar Ravaisson väg för senare strömningar, som intresserar sig för omedvetna naturkrafter inom människan (och andra levande varelser).
Ravaisson gjorde inte traditionell karriär inom universitetsväsendet, utan ägnade sig åt filosofi, antikforskning och konst i egenskap av ansvarig inom administrationen. 1839–1844 och 1847–1852 var han generalinspektör för biblioteksväsendet, 1852 utnämndes han till generalinspektör för högskoleundervisningen samt från 1870 var han intendent för antikavdelningen på Louvren. Namnet Mollien har gett namn åt en av Louvrens flyglar. Han var ledamot i Institut de France, ledamot i Académie des inscriptions et belles-lettres (1849) och i den filosofiska avdelningen av Académie des sciences morales et politiques (1899).
Ravaisson kritiserade i sitt verk Rapport sur la philosophie en France au xixe siècle den inflytelserika Victor Cousins eklekticism. Genom sin naturfilosofiska aristotelism bidrar han till diskussionen om spiritualism och materialism och försvarar en syn som intimt förbinder natur och ande med varandra. Ett nyckelbegrepp i detta sammanhang är vanan, som står för en naturlig organisationsprincip. Denna teori hade ett stort inflytande i Frankrike under slutet av 1800-talet och var av stor vikt också för Henri Bergson. En annan lärjunge var Jules Lachelier. Paul Ricoeur har även tagit intryck av Ravaisson, särskilt i verket L'homme faillible.
Idén om Gud var för Ravaisson en växande intuition som påverkas av sinnenas alla förmågor i betraktandet av harmoni i naturen och hos människan. I La morale des stoiciens utvecklade Ravaisson sitt gudsbegrepp i överensstämmelse med kristendomens uppfattning om den oändliga kärleken.  
Nämnas kan även Ravaissons artiklar om antik skulptur i Revue Archéologique och Mémoires de l'Académie des Inscriptions samt i synnerhet hans skrift La Vénus de Milo. I sin konstpedagogik framhävde Ravaisson den graciösa linjen och vände sig emot en mer konstruerande princip, som betonade sammanställningen av geometriska element. 

## Filosofiska verk i urval
- Essai sur la métaphysique d'Aristote I (1837); även i nyutgåva: Olms 1996
- Essai sur la métaphysique d'Aristote II (1846); även i nyutgåva: Olms 1996
- De l'habitude (1838); På svenska: Om vanan (övers. Jan-Ivar Lindén), Eithe 2002; På engelska: Of Habit (transl. Clare Carlisle & Mark Sinclair), Continuum 2008.
- Les Fragments philosophiques de Hamilton" (i Revue des Deux Mondes, 1840)
- La morale des stoiciens (1850)
- Rapport sur le stoicisme (1851)
- La Vénus de Milo, Paris, Hachette, 1871.
- La Philosophie de Pascal, Paris, Éditions du Sandre, 2007 (1887).
- La Philosophie en France au dix-neuvième siècle (1868, tredje upplagan 1889)
- Morale et métaphysique (1893)
- Testament philosophique i Revue de Métaphysique et de Morale, 1901 [3] [archive].